# Emil Anton
Pour les articles homonymes, voir Anton.
Emil Anton, nom de plume conjoint de Jeanne Fage-Antonelli (née à Nîmes le 10 mars 1904 et décédée à Castelnau-d'Estrétefonds le 17 août 1992) et d'Émile Debard (né à Sanvensa dans l’Aveyron le 4 février 1895 et décédé à Toulouse le 7 septembre 1976), sous lequel sont publiés des romans policiers, des romans d'amour et de la littérature d'enfance et de jeunesse de science-fiction et d’aventures.

## Biographie
Jeanne Fage-Antonelli fait des études supérieures en droit et obtient un doctorat. Émile Debard est professeur. Tous deux sont également journalistes. En 1952, ils adoptent le pseudonyme d'Emil Anton pour faire paraître dans la collection Le Masque, Le Mort qui rit, un premier roman policier qui sera suivi de trois autres titres dans le genre.
Emil Anton donne également des textes de science-fiction et de courts romans d'aventures destinés à la jeunesse entre 1952 et 1963.
Ce pseudonyme est toutefois plus souvent associé à des romans sentimentaux, avec une trentaine de titres publiés chez divers éditeurs entre 1953 et 1979.

## Œuvre

### Romans

#### Romans policiers
- Le Mort qui rit, Paris, Librairie des Champs-Élysées, coll. « Le Masque » no 423, 1952
- Vous avez perdu, commissaire !, Paris, Librairie des Champs-Élysées, coll. « Le Masque » no 512, 1955
- La rousse est de sortie, Lyon, Éditions des Remparts, coll. « Série Jaune » no 7, 1959
- À bout portant, Paris, Éditions de la Vague, coll. « Les Grands romans policiers » no 13, 1969

#### Romans d’amour
- Larmes fécondes, Paris, Dumas, coll. « Bibliothèque pervenche » no 118, 1953 ; réédition, Paris, Tallandier, coll. « Bibliothèque pervenche » no 158, 1956
- Tendre Réveil, Paris, Dumas, coll. « Bibliothèque pervenche » no 127, 1953 ; réédition, Paris, Tallandier, 1956
- Calvaire d’amour, Paris, Dumas, coll. « Bibliothèque pervenche » no 131, 1954 ; réédition, Paris, Tallandier, coll. « Bibliothèque pervenche » no 196, [s.d.]
- Le Chemin des cœurs, Paris, Dumas, coll. « Bibliothèque pervenche » no 143, 1955 ; réédition, Paris, Tallandier, coll. « Bibliothèque pervenche » no 208, 1959
- Ô mon beau rêve !, Paris, Flammarion, coll. « Cœurs » no 24, 1955
- Vous, ma bien-aimée, Paris, Éditions du Dauphin, 1955
- Le Don suprême, Paris, Flammarion, coll. « Cœurs » no 31, 1956
- La Douce Illusion, Paris, Flammarion, coll. « Cœurs » no 36, 1957
- La Douceur du pardon, Paris, Tallandier, coll. « Bibliothèque pervenche » no 164, 1956
- Le Cantique de l’espérance, Paris, Tallandier, coll. « Bibliothèque pervenche » no 172, 1957
- Les Roses rouges, Paris, Tallandier, coll. « Bibliothèque pervenche » no 179, 1958
- Je t’attendrai, Paris, Éditions du Dauphin, 1957
- Les Ailes du bonheur, Paris, Éditions du Dauphin, 1957
- Le Sortilège mexicain, Paris, Éditions du Dauphin, 1958 ; réédition, Paris, Éditions de la Seine, coll. « Succès du livre », 1998
- Il a pris ma vie, Paris, Tallandier, 1958
- Vous serez mienne, Paris, Tallandier, 1959
- Un cri sur la lande, Paris, Éditions du Dauphin, 1959
- Près de toi, Paris, Tallandier, coll. « Bibliothèque pervenche » no 214, 1960
- Le Secret de Tyi, Lyon, Éditions des Remparts, coll. « Mirabelle » no 94, 1960
- À la rencontre du passé, Paris, Tallandier, coll. « Bibliothèque pervenche » no 244, 1961
- Après la tourmente, Paris, Éditions du Dauphin, 1961 ; réédition, Paris, Presses Sélect, coll. « Romance au coin du feu » no 41, [s.d.] ; réédition, Paris, Éditions de la Seine, coll. « Succès du livre », 1996
- Roselyne devant l’amour, Lyon, Éditions des Remparts, coll. « Mirabelle » no 131, 1962
- Les Mains ouvertes, Paris, Éditions du Dauphin, 1963
- Vers la lumière, Lyon, Éditions des Remparts, coll. « Mirabelle » no 171, 1965
- Les Baisers perdus, Paris, Éditions du Dauphin, 1965
- Esperanza, Paris, Éditions du Dauphin, 1967
- Au bord de l’étang vert, Lyon, Éditions des Remparts, coll. « Mirabelle » no 190, 1967
- Le Piège éternel, Lyon, Éditions des Remparts, coll. « Mirabelle » no 208, 1968
- L’Inconnu de Saint-Tropez, Lyon, Éditions des Remparts, coll. « Mirabelle » no 216, 1969
- Un jour, peut-être, Lyon, Éditions des Remparts, coll. « Mirabelle » no 221, 1969
- L’Oiseau inconnu, Paris, Tallandier, 1973
- Les cœurs se cherchent, Paris, Éditions France-Empire, coll. « Belle Hélène », 1979
- L’amour fait son nid, Paris, Éditions France-Empire, coll. « Belle Hélène », 1979

#### Littérature d’enfance et de jeunesse
- L’Île des hommes perdus, Toulouse, Éditions du Clocher, coll. « pour la jeunesse. Série Mystère, science, fiction », 1952
- Les Momies vivantes, Toulouse, Éditions du Clocher, coll. « pour la jeunesse. Série Mystère, science, fiction », 1953
- Les Robots du Mont Maudit, Tours, Mame, coll. « Série Succès de la jeunesse » no 18, 1954
- On se bat sur la lune, Tours, Mame, coll. « Série Succès anticipation » no 3, 1956
- Deux loups de mer, Paris, Delagrave, coll. « Bouton d’or » no 2, 1962
- La Princesse embaumée, Paris, Delagrave, coll. « Bouton d’or » no 10, 1963